# Piotr Herburt (1485–1532)
Piotr Herburt z Odnowa, Zboisk i Felsztyna herbu Herburt (ur. w 1485 roku – zm. w 1532 roku) – starosta biecki, sądecki, podkomorzy lwowski, w roku 1522 przeprowadził odbudowę zamku sądeckiego. Zastaw długu na wsi Odrzykoń (1497).
Ożeniony z Beatą z Romanowa v. Romanowska.  Syn Jana z Odnowa (1437–1487) i Zuzanny Bal ze Zboisk, wnuk Frydrusza z Chlipel. 
Potomstwo: syn Mikołaj, córki Katarzyna, Anna, Barbara z Herburtów (matka Mikołaja Reja), Elżbieta (żona Jakuba Paniewskiego, Andrzeja Barzego). Właściciel Zboisk, Zahoczewia, Mchawy i Żernicy. W roku 1511 przeprowadził rozgraniczenie swoich dóbr pomiędzy wsiami Mchawą i Stężnica należącą do Mikołaja Bala. W miejscu rozgraniczenia powstała następnie wieś i miasto Baligród.
Rodzeństwo:  siostry Marta żona Jana Laszniowskiego, Katarzyna, Barbara i Elena 1v. Ramsz.  Kuzyn Fryderyka Herburta, Dziadek Piotra Barzego, starosty lwowskiego.
Poseł na sejm piotrkowski 1524/1525 roku z ziemi lwowskiej.